# Исаак Комнин (император Кипра)
Исаа́к Комнин (греч. Ἰσαάκιος Κομνηνός, Isaakios Komnēnos; ок. 1155—1195/1196) — император Кипра в 1184—1191 годах, пока его не сместил Ричард I во время Третьего крестового похода.

## Происхождение
Его происхождение точно не установлено. Никита Хониат в своей «Истории» называет Исаака сыном дочери севастократора Исаака Комнина, брата императора Мануила I, и его первой жены Феодоры Каматирины. В «Europäische Stammtafeln» мать Исаака названа Ириной, однако неизвестно, на каких источниках основано это предположение.
Кто был отцом Исаака, точно не установлено. Стурдза предположил, что им мог быть Андроник Дука Каматир, друнгарий флота, казнённый в 1185 году по приказу императора Андроника I. Однако эту версию отверг Рудт-Колленберг, который исключил принадлежность Исаака семье Каматиров, которая по описанию Никиты Хониата, не была «ни изящной, ни богатой», при том, что семья Исаака была «превосходна», хотя возможно, что этот эпитет относится к предкам Исаака по материнской линии. Рудт-Колленберг принял гипотезу, выдвинутую Р. П. Л. Стьерноном, что Исаак был незаконным сыном императора Мануила I и Ирины Комнины, однако эта догадка не подтверждается никакими источниками.

## Биография
Сведения о ранней биографии Исаака основаны на «Истории» Никиты Хониата. Император Мануил I около 1174/1175 года назначил Исаака губернатором Тарса, где он в 1176 году начал войну против Рубена III, князя Киликии, во время которой попал в плен. Исаак оставался в плену довольно долго. Вероятно тогда он женился на армянской принцессе. В 1182 году он был передан князю Антиохии Боэмунду III. Только после того, как Феодора Комнина, любовница императора Андроника I и, вероятно, тётка Исаака, а также Константин Макродука, женатый на другой тетке Исаака, и Андроник Дука, родственник Исаака и друг его с детства, поручились за него перед императором, Исаак был отпущен за обещание выкупа. Это произошло в 1182/1183 году.

## Захват Кипра
Вернувшись в Византию, Исаак на оставшиеся у него деньги нанял отряд наёмников, с которыми в 1183/1184 году отправился на Кипр. Там он представил сфальсифицированные имперские документы, по которым местные власти должны были ему повиноваться, после чего, воспользовавшись беспорядками в Византии, утвердился как правитель острова, приняв в 1184 году титул деспота. Когда об этом узнал император Андроник, то он, опасаясь, что Исаак попытается узурпировать трон, приказал арестовать поручившихся за Исаака Константина Макродуку и Андроника Дуку за измену, а позже приказал их казнить.

## Правление
Укрепившись на Кипре, Исаак назначил независимого патриарха Кипра, который короновал его как императора. По сообщениям Никиты Хониата правление Исаака было жестоким и деспотичным. Он описывает Исаака как раздражительного и жестокого человека.
Ему удалось отбить попытки нового императора Исаака II Ангела вернуть остров Византии. Посланный им флот был разбит Маргаритоном из Бриндизи, предводителем норманнско-сицилийских пиратов, находившемся на содержании короля Сицилии Вильгельма II (союзника Исаака).

## Свержение
В 1191 году невеста и сестра короля Англии Ричарда I Львиное Сердце попали в кораблекрушение на Кипре и были захвачены Исааком. В ответ на это Ричард захватил Кипр во время Третьего крестового похода по пути в Иерусалимское королевство. Сам Исаак в это время был на полуострове Карпас. Он смог оттуда выбраться, но попал в плен к Ричарду. По легенде Ричард пообещал Исааку, что не закуёт его в железо, поэтому он заковал в цепи из серебра. Он взял его с собой в Иерусалимское королевство. Позже Исаак был передан иоаннитам, которые поместили его в тюрьму в Марквате (около Триполи).

## Смерть
Исаак получил свободу только около 1194 года, после чего отправился в Румский султанат. Там он надеялся получить помощь в борьбе против нового императора Византии Алексея III Ангела. Однако он ничего не добился и был отравлен по приказу Алексея в конце 1195 или начале 1196 года.

## Брак и дети
1-я жена: с 1175/1176 N (ум. до 1182), дочь Тороса II, князя Киликии, и Изабеллы де Куртене. Дети:
- сын (до 1178 — ок. 1187/1191)
- дочь (ок. 1177/1178 — после 1204), известна как Дева Кипра (фр. la Damsel de Chypre). После захвата Кипра в 1191 году Ричард Львиное Сердце передал её на воспитание своей жене Беренгарии и сестре Иоанне. В 1194 году была обручена с Леопольдом Австрийским и в качестве заложницы вместе с племянницей Ричарда, Элеонорой, в сопровождении Бодуэна Бетюнского ездила в Вену. Но по прибытии в Австрию, они узнали о неожиданной смерти герцога Леопольда V и вернулись в Пуатье. В 1196 году переехала с Иоанной Английской в Тулузу и после смерти последней, стала её преемницей, выйдя в 1200 году замуж за Раймунда VI (27.10.1156—02.08.1222), графа Тулузы. Будучи им прогнана, вышла замуж в 1203 году в Марсели за Тьерри Фландрского (ум. после 1207), незаконного сына Филиппа Эльзасского, графа Фландрии. Вместе с новым мужем пыталась безуспешно  претендовать на Кипр.

2-я жена: N, возможно незаконная дочь Вильгельма I Злого, короля Сицилии.